# Белово
Вижте пояснителната страница за други значения на Белово.
Бѐлово е град в Южна България. Той се намира в област Пазарджик. Градът е административен център на община Белово. По данни на ГРАО към 15 септември 2023 г. в града живеят 3615 души по настоящ адрес и 3925 души по постоянен адрес.

## География
Белово се намира в планински район между българските планини Рила, Родопи и Средна гора. Река Яденица, минаваща през центъра на града, разделя Рила от Родопите. Река Марица разделя града по дължина. От Белово на изток към град Септември започва бавно да се разширява Горнотракийската низина. Природата около града е много красива. Могат да се наблюдават различни видове широколистни и иглолистни дървесни видове.
В землището на град Белово се намира и село Голямо Белово, което няма собствено землище.

## История
Първите следи от човешки живот около Белово са датирани към неолита. Открити са няколко селища от VI – III хилядолетие пр.н.е., крепости и останки от десетки селища от различни исторически епохи, като археологическите обекти доказват богатото историческо минало на района. Открита е куполна тракийска гробница от дялани камъни, която се е издигала в купол с диаметър 5,30 m. Най-старото известно на историците население на Беловския край е тракийското племе беси. През VI век в този район се заселва част от славянското племе драговити.
Археологически обект от VI век представляват останките от разположената на около 1,5 km южно от с. Голямо Белово на връх „Свети Спас“ (Спасовица) църква, известна като Беловска базилика.
През късната античност и Средновековието най-крупното селище в района е град Левке, разположен на площ от 80 декара на връх „Свети Спас“. През 813 г. по времето на хан Крум беловският край е включен в състава на българската държава.
През цялото Средновековие районът е един от центровете на героична борба за отстояване на българската народност и държавна независимост. Най-ярката страница в тази борба е героичната съпротива на крепостта Раковица срещу турското завоевание през 1378 г. През тежките векове на владичеството беловският край, със своите непристъпни планини и гори, се формира като един от центровете на хайдушкото движение. Особено след масовото помохамеданчване на българите в Родопите (1666 – 1669), тук са се подвизавали четите на легендарните войводи: Секул, Страхил войвода, Сирма Кръстева и др.
По време на Възраждането, Голямо Белово като икономически и духовен център, ражда видни участници в националноосвободителните борби, като Евстатий Пелагонийски, Никола Попов – Крец, Кузман Поптомов – Хаджиангелов, Михаил Радулов, Мито Петракиев Радулов и други.
От този период е трикорабната едниапсидна базилика с притвор, наос, хор и олтарно пространство. Построена през периода 1806 – 1813 г. Изографисана е през 1844 г. от самоковеца Петраки Костович. Изключително произведение на възрожденската дърворезба е иконостасът – изработен от майстори от Банско – Разложката дърворезбарска школа. Част от иконите от царския ред на иконостаса е нарисувал Христо Димитров, баща на Захари Зограф. Самият град Белово възниква през 1869 г. Прокарването на железопътната линия предопределя и неговото бъдеще. Първоначално то е било временно селище за работниците на барон Хирш, който е добивал в този край дървен материал за строежа на железния път. Във връзка с това непрекъснато възниквали складове и ханове, и от околните села, и от по-далечните краища на България, заприиждали заселници. Първата къща е построена през 1884 г. от хаджи Кузо Хаджиангелов. Неговият пример е последван и от много голямобеловци, които поради бързото разрастване на индустрията около железопътната гара намират отлични условия за поминък. Основите на днешния град Белово са поставени на сегашното място още преди започване на строителството на жп линията Цариград – Белово от Баронхиршовата компания. Линията е открита за експлоатация през 1873 г., а Голямо Белово и беловският край се превръщат в най-крупния център на дърводобив и дървопреработване на Балканите.
Макар и само с едновековна история, Белово е град с богато революционно и историческо минало. От 1873 до 1875 г. телеграфист и началник на гара Белово е апостолът на българската свобода Тодор Каблешков. През 1874 г. той основава читалище „Искра“ в Голямо Белово и подготвя беловци за бъдещата революция. В народната памет са живи и образите на апостола Васил Левски и Ангел Кънчев. Населението в беловския край участва активно в Априлската епопея от 1876 г. В Белово към четата на Бенковски се присъединяват повече от 20 души. Между тях са Мартин Тачков (Мацко), най-младият въстаник и Мария Сутич – единствената жена в четата. По време на въстанието беловският укрепен пункт дава няколко десетки жертви.
На 13 и 14 януари (стар стил) 1878 г. беловският край е освободен от легендарните руски богатири на Астраханския драгунски полк, Първи московски гвардейски пехотен полк и Кавказката казашка бригада. 700 души въоръжени доброволци от беловския край подпомагат Киевския хусарски полк при освобождението на Чепинското корито.
През 1957 година Белово е засегнато от голямото наводнение по течението на Марица, като при възстановяването след него циганската махала край реката е изместена в сегашния квартал „Разсадника“.
До 1966 г. градът се нарича Гара Белово и е селище от градски тип от 1964 г. Белово става град от 26 декември 1968 г. с указ на Държавния съвет на Народна република България, когато към гарата е присъединено село Малко Белово, което вече е квартал на града. През 1977 г. става общински център.

## Население
Численост на населението според преброяванията през годините:
| \| Година на преброяване \| Численост \| \| --------------------- \| --------- \| \| 1934 \| 2114 \| \| 1946 \| 2422 \| \| 1956 \| 3589 \| \| 1965 \| 4411 \| \| 1975 \| 5287 \| \| 1985 \| 5266 \| \| 1992 \| 5023 \| \| 2001 \| 4578 \| \| 2011 \| 3911 \| \| 2021 \| 3630 \| |           |
| Година на преброяване | Численост |
| 1934 | 2114      |
| 1946 | 2422      |
| 1956 | 3589      |
| 1965 | 4411      |
| 1975 | 5287      |
| 1985 | 5266      |
| 1992 | 5023      |
| 2001 | 4578      |
| 2011 | 3911      |
| 2021 | 3630      |

Етническият състав включва 3510 българи и 256 роми.

## Икономика
В Белово се намира големият завод за хартия „Белана АД – Белово“ – производител и износител в Европа на тоалетна хартия, салфетки, хартиени носни кърпички и други малограмажни хартии. Този завод е приватизиран от предприемач от Гърция. Развитието на града произтича главно от наличието на „Белана“. Известно е, че допреди години единствено този завод разполагаше с техника за преработка на отпадъчна хартия на целия Балкански полуостров.
Друга важна част от икономическия профил на Белово е свързана с минералните извори край града. Те благоприятстват развитието на производството на бутилирана минерална вода и безалкохолни напитки.
Също добре развита е и дърводобивната и дървообработваща промишленост. В града има и кариери за пясък и чакъл.

## Обществени институции
- Сграда на Общинската администрация
- Читалище „Св. св. Кирил и Методий“
- Училище „Александър Иванов-Чапай“

## Забележителности
- Къща музей на писателя Крум Велков
- Исторически музей
- Храм „Св. Троица“ – основната черква в града[6]
- Параклис „Всички български светии” – намира се в местността „Манастира“, където е имало по-стара черква, посветена на Света Троица и разрушена през 1795 година при опожаряването на Ново Белюво от кърджалиите и османците[7]
- Параклис „Св. св. Константин и Елена“ – намира се в местността „Старо село“ и е построен през 1937 на мястото на черквата „Свети Георги“, разрушена през 1795 година при опожаряването на Ново Белюво от кърджалиите и османците[8]
- В непосредствена близост до града – върху склоновете над завода за хартия – е единственото известно находище в света на растението Маришко подрумиче (Anthemis argyrophylla), известно и под името Беловско подрумиче. Растението е защитено от Закона за биологичното разнообразие, а за опазване на местообитанието му през 2013 г. е създадена защитена местност „Маришко подрумиче“[9]
- Беловската базилика – една от най-добре запазените раннохристиянски черкви в България. Намира се до близкото село Голямо Белово. До базиликата има изграден нов храм, посветен на Възнесение Господне[10]

## Личности
Родени в Белово
- Страшимир Мачев (1892 – 1950), български сценограф
- Димитър Методиев (1922 – 1995), български партизанин
- Никола Тодориев (1928 – 2005), министър на енергетиката

Починали в Белово
- Рачо Петров (1861 – 1942), български офицер (генерал от пехотата) и политик.
- Елена Снежина (1881 – 1944), българска драматична актриса
- Крум Велков (1902 – 1960), български писател

## Редовни събития
- 14 януари – празник на града и ден на освобождението на Белово от турско иго

## Побратимени градове
Белово е побратимен град или партньор с:
- Просеник, Гърция[11]
- Невиномиск, Русия